# Regent Warsaw Hotel
Regent Warsaw Hotel, dawniej Hyatt Regency Warsaw – pięciogwiazdkowy hotel w Warszawie znajdujący się przy ul. Belwederskiej 23. 

## Opis
Budynek został wzniesiony według projektu Jerzego Czyża, Leszka Klajnerta i Tomasza Tomaszewskiego z PBPA Projekt – Polsko-Belgijskiego Biura Projektowego. Budowa zakończyła się w 2001.
Hotel o łącznej powierzchni ponad 33 tys. metrów kw. ma 8 kondygnacji naziemnych i 5 podziemnych. Oprócz 251 pokoi i apartamentów posiada również garaż podziemny, salę balową na 450 osób, centrum sportowe z basenem oraz centrum biznesowe z 11 salami konferencyjnymi.
W marcu 2014, po rozwiązaniu umowy przez międzynarodową sieć hotelarską Hyatt, hotel zmienił nazwę z Hyatt Regency Warsaw na Regent Warsaw Hotel.
Wiosną 2012 na dachu hotelu powstała pasieka składająca się z dwóch uli; później ich liczba wzrosła do siedmiu.
W 2021 hotel został kupiony za 130,5 mln zł od syndyka przez PHN Property Management – spółkę zależną Polskiego Holdingu Nieruchomości. 